# Вербиця (Томашівський повіт)
Вербиця (пол. Wierzbica) — селище (осада) у Польщі, розташоване в Люблінському воєводстві Томашівського повіту, ґміни Любича-Королівська.

## Історія
На 1 січня 1939 року в селі мешкало 2110 осіб, з них 2030 українців-греко-католиків, 10 українців-римокатоликів, 25 євреїв і 45 поляків.
Після Другої світової війни село опинилося у складі Польщі. У 1945 році, вже за радянської окупації, мешканці села зверталися до влади з проханням відкрити українську школу, проте отрималу відмову з огляду на неможливість добиратися до поселення через діяльність українського збройного підпілля. 16-30 червня 1947 року під час операції «Вісла» польська армія виселила з Вербиці на щойно приєднані до Польщі північно-західні терени 437 українців.

## Церква Архангела Михаїла
Церква святого Архистратига Михаїла збудована у 1887 році, мала типовий для української дерев'яної архітектури у Галичині вигляд тридільної споруди з трьома восьмигранними верхами. Будівничим церкви був Симон Козак. Після депортації українців використовувалася як склад для сіна, вугілля та добрив. Зруйнована 20 лютого 1992 року. Рештки будівлі використані для реконструкції церкви у Корчмині. Збереглася капличка-гробівець Літинських, побудована поблизу костелу у 1846 році. Дзвіниця розібрана у 1952 році.

## Український цвинтар
Перебуває у стані руїни. Епізодично прибирають приїжджі волонтери.

## Відомі люди
- Володимир Стех (1863—1945) — релігійний діяч УГКЦ в Галичині і США, священик-василіянин, композитор, автор понад 80 церковних пісень.
- Стефан Козак (1937) — професор, завідувач кафедри україністики Варшавського університету.
- Михайло Коць — професор німецької мови у Львівській гімназії.
- Григорій Омелян — член проводу ОУН на Львівщині.